# 1840 au Bas-Canada
Cet article traite des événements survenus en 1840 au Canada-Est. 

## Événements

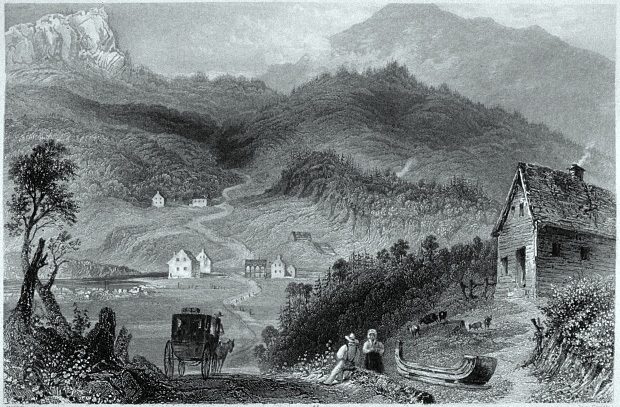
Passe de Bolton. La colonisation des cantons de l'est va s'accentuer.

- Printemps : Mise en place d'une cérémonie à Montréal pour fêter l'arrivée du premier navire au port. Ce navire brisait l'isolement de Montréal en hiver en apportant des biens de consommation. Cette cérémonie va se transformer plus tard en la remise de canne à pommeau d'or. La date de 1840 est approximatif pour cette tradition[1].
- 19 avril : Ignace Bourget devient évêque de Montréal. Il contribue à fonder la même année le Grand séminaire de Montréal.
- 23 juillet : le Royaume-Uni impose l'Acte d'Union qui établit un seul Parlement (gouvernement, Conseil législatif nommé par la couronne, Assemblée élue). Il entre en vigueur le 10 février 1841.
- Début de la construction du Canal de Sainte-Anne-de-Bellevue pour faciliter la navigation entre le Lac Saint-Louis et le Lac des Deux Montagnes à l'ouest de Montréal.
- Population blanche du Bas-Canada : 650 000.
- Population blanche du Haut-Canada : 450 000.

## Naissances
- 15 mai : William Owens (homme politique)
- 20 juillet : Olivier-Maurice Augé (avocat et homme politique) (décédé le 22 juin 1897 au Québec)

## Décès
- 19 avril : Jean-Jacques Lartigue, évêque de Montréal.
- 5 octobre : Pierre de Rastel de Rocheblave, homme d'affaires et homme politique